# Covent Garden
Covent Garden – dzielnica Londynu położona na terenie gmin City of Westminster oraz London Borough of Camden, znana ze spotkań artystów, cyrkowców, muzyków i osób związanych ze sztuką. Dawniej znajdował się tutaj klasztor (konwent – ang. convent – Covent). W dzielnicy tej znajduje się Covent Garden Market, dawniej targ warzywno-owocowy, obecnie centrum handlowe, oraz Royal Opera House, siedziba Opery Królewskiej (The Royal Opera) i Królewskiego Baletu (The Royal Ballet).
W dzielnicy Covent Garden toczy się część akcji filmu Kot Bob i ja. Do Covent Garden nawiązuje skomponowany przez Johanna Straussa II walc Erinnerung an Covent Garden (z niem.: wspomnienia z Covent Garden) opus 329.